# Prostanthera linearis
Prostanthera linearis  là một loài thực vật có hoa trong họ Hoa môi. Loài này được R.Br. miêu tả khoa học đầu tiên năm 1810.